# Paul Ceesay
Paul Ceesay (ur. 18 lutego 1959) – gambijski lekkoatleta uprawiający biegi średniodystansowe, olimpijczyk.
W 1984 roku reprezentował swój kraj na igrzyskach w Los Angeles, startował w biegu na 1500 m mężczyzn – odpadł w eliminacjach z czasem 3:59,14 s

## Rekordy życiowe
| Dystans             | Wynik   | Miejsce   | Data            |
| ------------------- | ------- | --------- | --------------- |
| bieg na 800 metrów  | 1:52,33 | Dakar     | 4 kwietnia 1986 |
| bieg na 1500 metrów | 3:54,06 | Manhattan | 28 maja 1989    |

Jego bratem bliźniakiem jest Peter Ceesay, również gambijski olimpijczyk i średniodystansowiec. 